# Conocalama catalinarum
Conocalama catalinarum är en stekelart som beskrevs av Heinrich 1957. Conocalama catalinarum ingår i släktet Conocalama och familjen brokparasitsteklar. Inga underarter finns listade i Catalogue of Life.